# Джеджикины
Джеджикины (калм. Җееҗинхн) — посёлок (сельского типа) в Ики-Бурульском районе Калмыкии, входит в состав Приманычского сельского муниципального образования.
Население — 88 (2012)

## Этимология
Название села производно от этнонима «джеджикины» — названия одного из калмыцких родов

## История
Хотон Джеджикины возник до революции 1917 года. В 20-е годы степняки перешли на оседлый образ жизни. Появились первые мазанки. Земля, на которой располагалось поселение, называлось Эвлян зе, а балка — Омнк улан зуух. В хотоне имелся небольшой хурул, располагавшийся на северной стороне речки Хаар Сала.
В начале 30-х годов в посёлке был создан колхоз «Герл». Появились почта, магазин, баня. В 1937 году была открыта четырехлетняя школа.
28 декабря 1943 года калмыцкое население было депортировано, посёлок, как и другие населённые пункты Приютинского улуса Калмыцкой АССР, был передан Ставропольскому краю. В конце сороковых здесь была образована ферма совхоза № 4 (им. Ленинского комсомола). Впоследствии земли территорию использовали под отгонные пастбища колхозов и совхозов соседнего Ставропольского края и близлежащих областей.
Калмыцкое население стало возвращаться после отмены ограничений по передвижению в 1956 году. Посёлок возвращён вновь образованной Калмыцкой автономной области в 1957 году.
Война и насильственная депортация калмыков в Сибирь нанесли непоправимый ущерб посёлку. После возвращения калмыков здесь была образована ферма совхоза Приманычский.
В настоящее время от бывшей фермы осталось всего 4 жилых дома, многие джеджикинцы проживают в посёлке Приманыч.

## Физико-географическая характеристика
Посёлок расположен в пределах Ергенинской возвышенности, относящейся к Восточно-Европейской равнине, по правой стороне былки Улан-Зуха, на высоте около 80 метров над уровнем моря. В границах посёлка местность имеет значительный уклон с севера на юг. Рельеф местности холмистый, развита овражно-балочная сеть. Почвы — каштановые солонцеватые и солончаковые почвы и солонцы луговатые полугидроморфные.
По автомобильной дороге расстояние до столицы Калмыкии города Элиста составляет 83 км, до районного центра посёлка Ики-Бурул — 23 км.
Как и для всего Ики-Бурульского района, для Джеджекин характерен континентальный, засушливый климат, с жарким летом и относительно холодной и малоснежной зимой. Среднегодовая температура воздуха положительная и составляет около + 10,0 °C.
Часовой пояс
Джеджикины, как и вся Республика Калмыкия, находится в часовой зоне МСК (московское время). Смещение применяемого времени относительно UTC составляет +3:00.

## Население
| 2002 | 2010 | 2012 |
| ---- | ---- | ---- |
| 78   | ↗88  | →88  |

Национальный состав
Согласно результатам переписи 2002 года большинство населения посёлка составляли даргинцы (58 %) и калмыки (32 %)

## Достопримечательности
В посёлке имеется Ступа Просветления. Открыта в 2008 году